# Nuoto sincronizzato ai campionati europei di nuoto 2014 - Singolo
La gara di Singolo del nuoto sincronizzato si è svolta tra il 13 e il 17 agosto 2014. Ha visto in gara 15 atlete.

## Medaglie
| Posizione | Atleta             | Paese   |
| --------- | ------------------ | ------- |
| Oro       | Svetlana Romashina | Russia  |
| Argento   | Ona Carbonell      | Ucraina |
| Bronzo    | Anna Vološyna      | Spagna  |

## Risultati
La fase preliminare si è svolta in due fasi. La mattina del 13 agosto 2014 si è svolto la prova tecnica, mentre la mattina del 15 agosto si è svolto la prova libera. Sommando i risultati delle due fasi preliminari sono state determinate le 12 finaliste. La finale si è svolta la mattina del 17 agosto.
In verde sono denotate le finaliste.
| Pos. | Atlete               | Nazionalità | Tecnico | Tecnico | Libero  | Libero | Eliminatorie | Eliminatorie | Finale  | Finale |
| Pos. | Atlete               | Nazionalità | Punti   | Pos.    | Punti   | Pos.   | Punti        | Pos.         | Punti   | Pos.   |
| ---- | -------------------- | ----------- | ------- | ------- | ------- | ------ | ------------ | ------------ | ------- | ------ |
|      | Svetlana Romashina   | Russia      | 93.8251 | 1       | 95.5000 | 1      | 189.3251     | 1            | 95.8333 | 1      |
|      | Ona Carbonell        | Spagna      | 91.7774 | 2       | 92.5667 | 2      | 184.3441     | 2            | 93.7000 | 2      |
|      | Anna Vološyna        | Ucraina     | 89.5008 | 3       | 92.0000 | 3      | 181.5008     | 3            | 92.3333 | 3      |
| 4    | Linda Cerruti        | Italia      | 85.5838 | 4       | 88.9333 | 4      | 174.5171     | 4            | 89.4333 | 4      |
| 5    | Anastasia Gloushkov  | Israele     | 83.4595 | 6       | 86.6000 | 5      | 170.0595     | 6            | 89.0667 | 5      |
| 6    | Evangelia Platanioti | Grecia      | 84.5080 | 5       | 85.9000 | 6      | 170.4080     | 5            | 87.8333 | 6      |
| 7    | Margaux Chretien     | Francia     | 81.9529 | 7       | 85.4000 | 7      | 167.3529     | 7            | 86.4667 | 7      |
| 8    | Soňa Bernardová      | Rep. Ceca   | 81.7270 | 9       | 83.4333 | 8      | 165.1603     | 8            | 84.0000 | 8      |
| 9    | Nadine Brandl        | Austria     | 81.7303 | 8       | 81.8333 | 9      | 163.5636     | 9            | 82.0000 | 9      |
| 10   | Margot de Graaf      | Paesi Bassi | 79.9347 | 10      | 80.4000 | 10     | 160.3347     | 10           | 81.6000 | 10     |
| 11   | Kyra Felssner        | Germania    | 77.8959 | 11      | 78.2000 | 11     | 156.0959     | 11           | 79.4333 | 11     |
| 12   | Jana Labáthová       | Slovacchia  | 74.4647 | 12      | 77.3333 | 12     | 151.7980     | 12           | 78.6667 | 12     |
| 13   | Kalina Yordanova     | Bulgaria    | 73.4854 | 13      | 72.0667 | 15     | 145.5521     | 13           |         |        |
| 14   | Genevieve Randall    | Regno Unito | 70.7771 | 15      | 74.0667 | 13     | 144.8438     | 14           |         |        |
| 15   | Rebecca Domika       | Croazia     | 70.8678 | 14      | 72.2000 | 14     | 143.0678     | 15           |         |        |